# Бушухин, Михаил Васильевич
Михаил Васильевич Бушухин — советский хозяйственный и государственный деятель, лауреат Государственной премии СССР за выдающиеся достижения в труде.

## Биография
Родился в 1938 году в селе Катай. Член КПСС.
Окончил школу руководящих кадров при Шадринском совхозе-техникуме.
В 1952—1957 — рабочий колхоза «Родина» Катайского района Курганской области.
В 1957—1960 — военнослужащий Советской армии.
В 1960—1963 — бригадный учётчик, в 1963 — тракторист, в 1965—1975 — бригадир тракторной бригады, агроном, в 1975—1988 — бригадир тракторно-полеводческой бригады, в 1988—1995 — председатель профкома, в 1995—1998 — главный агроном колхоза «Родина» Катайского района Курганской области.
За получение высоких и устойчивых урожаев зерновых и крупяных культур на основе эффективного использования достижений науки, передовой практики и новых форм организации труда был в составе коллектива удостоен Государственной премии СССР за выдающиеся достижения в труде 1980 года.
Живёт в селе Катай.

## Награды
- Орден Трудовой Славы II степени
- Орден Трудовой Славы III степени